# SN 2002hi
SN 2002hi – supernowa typu IIn odkryta 21 października 2002 roku w galaktyce A071954+1758. W momencie odkrycia miała maksymalną jasność 17,90m.